# 新加坡—巴基斯坦关系
新加坡－巴基斯坦关系指的是新加坡与巴基斯坦之间的关系。新加坡在卡拉奇设有名誉总领事馆，而巴基斯坦在新加坡设有高级专员公署。两国均是英联邦成员国。

## 历史
两国于1966年8月17日正式建立外交关系。
两国在2016年举办了建交50周年相关庆祝活动。

## 政治关系
巴基斯坦将新加坡视为“巴基斯坦真诚的朋友”。新加坡总理李显龙也稱巴基斯坦是新加坡的朋友。

## 人道主义合作
新加坡与巴基斯坦的人道主义合作可追溯至1970年。那一年，波拉气旋袭击了东巴基斯坦，新加坡派遣了一支45名成员组成的医疗救援队赴东巴基斯坦开展救援行动。行动期间，救援队提供了价值约50,000美元的医疗援助并向当地救济中心的难民分发了15吨罐装食品。
在2010年巴基斯坦洪灾期间，新加坡政府提供了逾100,000美元的救济，同时新加坡慈善机构Mercy Relief收集善款达500,000美元。新加坡天主教人道主义组织Charis Singapore向难民捐赠了50,000美元，800个净水器以及10,000条毯子。新加坡同样在在2005年喀什米尔地震中提供了许多帮助。

## 经济关系
新加坡是巴基斯坦的重要贸易伙伴。两国之间的贸易总额约为25亿美元。其中，新加坡出口商品价值达21.24亿美元，而从巴基斯坦的进口额为2.28亿美元。
新加坡也是巴基斯坦最大的投资者之一。投资额约为20亿美元。新加坡政府投资机构淡马锡控股于2007年6月通过其子公司NIB银行，以3.39亿美元收购了巴基斯坦工业信贷与投资公司（PICIC）的多数股份。同年6月，新加坡新电信以7.58亿美元收购了巴基斯坦Warid电信30%的股份。
一些巴基斯坦公司也在新加坡设有分支机构，包括巴基斯坦国际航空和哈比银行。
此外，巴基斯坦在发展新加坡海事产业方面也起到了关键作用。应新加坡政府的请求，巴基斯坦推荐了贾拉鲁丁·赛义德船长（Captain Muhammad Jalaluddin Sayeed）前往新加坡，并成为NOL航运公司的创始董事。

## 瓜达尔港争议
巴基斯坦政府最初于2007年2月将瓜达尔港的运营权授予新加坡政府旗下的子公司新加坡港务集团（PSA），为期40年， 期望借助PSA在海运操作方面的专业经验，以促进贸易发展。PSA在11个国家运营着22个港口。然而，截至目前，PSA未能使瓜达尔港全面投入运作， 也未能带来预期的贸易流量或完成最初承诺的5年内5.25亿美元投资，这引起了巴基斯坦和中国政府的关注，因为瓜达尔港的建设主要由中国政府资助。中国为该项目第一阶段的总计2.48亿美元资金中提供了约1.98亿美元。
中国政府希望使瓜达尔港全面运作，是为了获得更广阔的海上补给通道，特别是用于从海湾地区运送石油的油轮运输。通过连接中巴的喀喇昆仑公路，或通过一条可能修建的从瓜达尔至喀什的管道，瓜达尔港的货运可直接抵达中国内陆。目前还在考虑建设一条喀什至瓜达尔的铁路。瓜达尔距离全球主要石油运输通道霍尔木兹海峡仅400公里，距离中国喀什也只有1,500公里。这意味着从霍尔木兹海峡到中国的石油运输仅需约2,000公里，相比之下，经由马六甲海峡至上海港的海运路线长达12,000公里。
截至目前，PSA尚未就此争议发表任何媒体评论。 瓜达尔港一旦全面运作，不仅将拓展中国的海上贸易网络，也可能增强其在印度洋的海军存在，并减少通过马六甲海峡及新加坡的海运量。俾路支省政府已在巴基斯坦最高法院对PSA的港口运营协议提出质疑。 巴基斯坦海军参谋长努曼·巴希尔上将已呼吁取消与PSA的港口运营协议， 并建议将运营权移交给中国政府。

## 官方访问

### 政治交流
2010年11月，巴基斯坦外交部长沙阿·马哈茂德·库雷希应新加坡外交部长杨荣文邀请，对新加坡进行了为期三天的正式访问。2007年7月，巴基斯坦旁遮普省政府的10位高级官员应新加坡公务员事务主管何明华先生邀请，访问了新加坡公共服务学院。2005年5月，巴基斯坦前总理肖卡特·阿齐兹访问新加坡，并受到新加坡总理李显龙的接待。

### 军事交流
2005年2月，巴基斯坦参谋长联席会议主席艾赫桑·乌尔·哈克上将应新加坡国防军总参谋长伍逸松中将的邀请，对新加坡进行了为期三天的初次访问，并在国防部与新加坡国防部长张志贤会晤。

## 军事合作
巴基斯坦与新加坡之间的军事合作总体上可以视为较为低调，主要以多国联合军演、联合国维和任务以及人道主义任务为背景展开。
1970年，新加坡武装部队军医团（SAF Medical Corps）在东巴基斯坦执行人道主义援助任务“棕榈行动”（Operation Palm），这是新加坡军队首次进行海外部署。新加坡首次参与的维和任务是联合国驻阿富汗特别使命团（UNSMA），新加坡军方人员被部署在该任务总部所在地伊斯兰堡。
2008年7月至8月，新加坡海军和巴基斯坦海军与其他多国海军一同参加由澳大利亚皇家海军主办的“卡卡杜”军演（Exercise KAKADU），通过传统海上训练加强区域防务部队之间的协同作战能力。
新加坡和巴基斯坦海军还于2007年11月共同参加了“太平洋之光”演习（Ex Pacific Reach），这是一项潜艇救援演习，旨在促进各参演海军之间的理解与协作能力。